# Taxa de mortalitat

Taxa de mortalitat el 2014 a Bulgària segons la regió.

La taxa de mortalitat (correspon en anglès a death rate) és una taxa utilitzada en demografia per indicar el nombre de defuncions d'una població concreta per cada mil habitants, durant un període concret de temps, generalment un any.
Es parla de:
- Taxa bruta de mortalitat, que correspon en anglès a crude death rate, es refereix a totes les morts, així a nivell mundial el 2020 hi havia una taxa de 7,7 morts/1.000 habitants.[1]
- Taxa específica de mortalitat, que correspon en anglès a cause-specific death rate, es refereix (com el seu nom indica) a una causa específica.
- Taxa de mortalitat per edat, que correspon en anglès a age-specific death rate, es refereix a unes franges d'edat. Uns tipus d'aquest són la taxa de mortalitat infantil o la taxa de mortalitat perinatal.
- Taxa de mortalitat estandaritzada, que correspon en anglès a standardized mortality ratio, es refereix a la ràtio o percentatge que quantifica l'augment o la disminució de la mortalitat ja sigui per sexe i edat pròpies en referència a l'estructura d'una població tipus o estàndard.[2]

## Fórmules i càlculs
La fórmula utilitzada per al seu càlcul és la següent:
| Taxa de mortalitat = (Defuncions / Població total) * 1000 |
| --------------------------------------------------------- |

Així, per exemple, segons dades de l'Institut d'Estadística de Catalunya (IDESCAT), el Principat de Catalunya tenia el 2023 una població d'uns 7.960.235 habitants i registrà, el mateix any, un total de 67.662 defuncions. La taxa de mortalitat es calcularia de la següent manera;
| Taxa de mortalitat = (67.662 / 7.960.235) * 1000 Taxa de mortalitat = 8,50 ‰ |
| ---------------------------------------------------------------------------- |

## Com ha d'interpretar-se
D'acord amb el resultat final es considera:
- Taxa de mortalitat alta: si supera el 30‰.
- Taxa de mortalitat mitjana: quan es troba entre el 15 i 30‰.
- Taxa de mortalitat baixa: si és per sota del 15‰.

Taxa de mortalitat dels països, morts per cada mil

En termes generals, els països rics presenten unes taxes de mortalitat baixes. Per contra, en els països en vies de desenvolupament la taxa de mortalitat, que històricament havia sigut també força més elevada, s'està igualant en les darreres dècades, i en alguns casos és molt menor a la dels països rics, com es pot observar a la taula. Aquest fenomen ha d'entendre's en conjunt amb les altres estadístiques demogràfiques. Avui dia, per exemple, a Europa, les taxes de mortalitat són major a 9 o 10, superior a altres països en vies de desenvolupament, com ara Kuwait, amb una taxa de 2,44. Aquestes dades, per tant, ha de ser compresa amb l'estructura poblacional i la mediana d'edat. Amb un elevat percentatge de població superior als 65 anys, i una mediana d'edat superior als 35 anys a Europa, la taxa de mortalitat és elevada, mentre que a altres països en vies de desenvolupament, el percentatge de població superior als 65 anys és molt petit i, en canvi, el percentatge de població amb menys de 15 anys és molt gran (i per tant les taxes de natalitat són superiors que no pas a Europa).

## Taxa bruta de mortalitat per països o territoris
Dades aproximades per a setembre de l'any 2024.
| País / territori                                       | Taxa  |
| ------------------------------------------------------ | ----- |
| Lituània                                               | 15,16 |
| Sèrbia                                                 | 15,12 |
| Romania                                                | 14,92 |
| Letònia                                                | 14,69 |
| Bulgària                                               | 14,31 |
| Ucraïna                                                | 13,70 |
| Rússia                                                 | 13,27 |
| Estònia                                                | 13,13 |
| Croàcia                                                | 12,98 |
| Hongria                                                | 12,89 |
| Bielorússia                                            | 12,81 |
| Moldàvia                                               | 12,51 |
| Afganistan                                             | 12,08 |
| Grècia                                                 | 12,02 |
| Alemanya                                               | 11,97 |
| Japó                                                   | 11,74 |
| República Centreafricana                               | 11,51 |
| Somàlia                                                | 11,43 |
| Saint-Pierre i Miquelon (França)                       | 11,36 |
| Itàlia                                                 | 11,27 |
| Perú                                                   | 11,04 |
| Mònaco                                                 | 10,92 |
| Lesotho                                                | 10,90 |
| Portugal                                               | 10,90 |
| República Txeca                                        | 10,77 |
| Geòrgia                                                | 10,76 |
| Eslovènia                                              | 10,46 |
| Finlàndia                                              | 10,37 |
| Montenegro                                             | 10,30 |
| Bòsnia i Hercegovina                                   | 10,26 |
| Eslovàquia                                             | 10,18 |
| Illa de Man (Regne Unit)                               | 10,17 |
| Espanya                                                | 10,11 |
| Puerto Rico (EUA)                                      | 10,00 |
| Moçambic                                               | 9,93  |
| Àustria                                                | 9,86  |
| Corea del Nord                                         | 9,66  |
| Níger                                                  | 9,66  |
| Índia                                                  | 9,65  |
| Macedònia del Nord                                     | 9,61  |
| Bèlgica                                                | 9,57  |
| Dinamarca                                              | 9,55  |
| Armènia                                                | 9,54  |
| Eswatini                                               | 9,53  |
| França                                                 | 9,51  |
| Suècia                                                 | 9,50  |
| Cuba                                                   | 9,37  |
| Polònia                                                | 9,37  |
| Països Baixos                                          | 9,27  |
| Sud-àfrica                                             | 9,25  |
| Sudan del Sud                                          | 9,22  |
| Txad                                                   | 9,21  |
| Bermudes (Regne Unit)                                  | 9,20  |
| Illes Cook (Nova Zelanda)                              | 9,20  |
| Guernsey (Regne Unit)                                  | 9,17  |
| Saint-Barthélemy (Antilles) (França)                   | 9,16  |
| Sierra Leone                                           | 9,14  |
| Regne Unit                                             | 9,12  |
| Uruguai                                                | 9,12  |
| Groenlàndia (Dinamarca)                                | 9,07  |
| Illes Verges Nord-americanes                           | 8,99  |
| Botswana                                               | 8,98  |
| Maurici                                                | 8,95  |
| Guinea Equatorial                                      | 8,90  |
| San Marino                                             | 8,83  |
| Curaçao (Països Baixos)                                | 8,78  |
| Gibraltar (Regne Unit)                                 | 8,74  |
| Aruba (Països Baixos)                                  | 8,69  |
| Malta                                                  | 8,61  |
| Illes Fèroe (Dinamarca)                                | 8,61  |
| Nigèria                                                | 8,52  |
| Zimbàbue                                               | 8,51  |
| Trinitat i Tobago                                      | 8,48  |
| Estats Units                                           | 8,42  |
| Suïssa                                                 | 8,37  |
| Grenada                                                | 8,34  |
| Palau                                                  | 8,31  |
| Mali                                                   | 8,30  |
| República del Congo                                    | 8,23  |
| Santa Helena, Ascensió i Tristan da Cunha (Regne Unit) | 8,19  |
| Canadà                                                 | 8,17  |
| Saint Lucia                                            | 8,17  |
| Dominica                                               | 8,12  |
| Kazakhstan                                             | 8,05  |
| Liechtenstein                                          | 8,05  |
| Barbados                                               | 8,03  |
| Hong Kong                                              | 8,03  |
| Andorra                                                | 7,98  |
| Taiwan                                                 | 7,98  |
| Guinea                                                 | 7,97  |
| Noruega                                                | 7,93  |
| Tuvalu                                                 | 7,90  |
| Tailàndia                                              | 7,86  |
| Colòmbia                                               | 7,84  |
| Benín                                                  | 7,82  |
| Xina                                                   | 7,82  |
| Angola                                                 | 7,80  |
| Jersey (Regne Unit)                                    | 7,75  |
| RD Congo                                               | 7,74  |
| Món (2020)                                             | 7,70  |
| Kosovo                                                 | 7,65  |
| Saint Vincent i les Grenadines                         | 7,58  |
| Camerun                                                | 7,54  |
| Burkina Faso                                           | 7,50  |
| Costa d'Ivori                                          | 7,45  |
| Jamaica                                                | 7,44  |
| Albània                                                | 7,36  |
| Mauritània                                             | 7,33  |
| Guinea-Bissau                                          | 7,32  |
| Saint Kitts i Nevis                                    | 7,32  |
| Argentina                                              | 7,28  |
| Corea del Sud                                          | 7,28  |
| Haití                                                  | 7,17  |
| Luxemburg                                              | 7,17  |
| Myanmar                                                | 7,14  |
| Djibouti                                               | 7,08  |
| Mèxic                                                  | 7,07  |
| Xipre                                                  | 6,99  |
| Guyana                                                 | 6,95  |
| Azerbaidjan                                            | 6,92  |
| Kiribati                                               | 6,91  |
| Brasil                                                 | 6,90  |
| Seychelles                                             | 6,90  |
| Nova Zelanda                                           | 6,89  |
| Indonèsia                                              | 6,77  |
| Austràlia                                              | 6,76  |
| Irlanda                                                | 6,74  |
| Namíbia                                                | 6,64  |
| Surinam                                                | 6,63  |
| Marroc                                                 | 6,61  |
| Eritrea                                                | 6,60  |
| Xile                                                   | 6,58  |
| Islàndia                                               | 6,57  |
| Veneçuela                                              | 6,55  |
| Sri Lanka                                              | 6,54  |
| Comores                                                | 6,49  |
| Bahames                                                | 6,47  |
| Libèria                                                | 6,46  |
| Fiji                                                   | 6,44  |
| Nauru                                                  | 6,39  |
| Tunísia                                                | 6,38  |
| Mongòlia                                               | 6,33  |
| Filipines                                              | 6,1   |
| República Dominicana                                   | 6,31  |
| Laos                                                   | 6,26  |
| Sint Maarten (Països Baixos)                           | 6,24  |
| Sudan                                                  | 6,19  |
| Samoa Nord-americana (EUA)                             | 6,19  |
| Turquia                                                | 6,09  |
| Guam                                                   | 6,08  |
| Kirguizistan                                           | 6,07  |
| São Tomé i Príncipe                                    | 6,07  |
| Montserrat (Regne Unit)                                | 6,07  |
| Illes Caiman (Regne Unit)                              | 6,06  |
| Bhutan                                                 | 6,05  |
| Zàmbia                                                 | 6,02  |
| Ghana                                                  | 5,99  |
| Turkmenistan                                           | 5,96  |
| Pakistan                                               | 5,94  |
| El Salvador                                            | 5,92  |
| Madagascar                                             | 5,92  |
| Nova Caledònia (França)                                | 5,92  |
| Wallis i Futuna (França)                               | 5,90  |
| Panamà                                                 | 5,88  |
| Burundi                                                | 5,85  |
| Cap Verd                                               | 5,77  |
| Ruanda                                                 | 5,77  |
| Vietnam                                                | 5,77  |
| Malàisia                                               | 5,72  |
| Gàmbia                                                 | 5,71  |
| Cambodja                                               | 5,70  |
| Antigua i Barbuda                                      | 5,69  |
| Tadjikistan                                            | 5,67  |
| Polinèsia Francesa                                     | 5,67  |
| Etiòpia                                                | 5,60  |
| Gabon                                                  | 5,59  |
| Nepal                                                  | 5,59  |
| Illes Mariannes del Nord (EUA)                         | 5,58  |
| Líban                                                  | 5,57  |
| Timor Oriental                                         | 5,55  |
| Iemen                                                  | 5,54  |
| Bangladesh                                             | 5,50  |
| Papua Nova Guinea                                      | 5,48  |
| Illes Verges Britàniques                               | 5,44  |
| Uzbekistan                                             | 5,43  |
| Samoa                                                  | 5,38  |
| Iran                                                   | 5,20  |
| Nicaragua                                              | 5,19  |
| Equador                                                | 5,18  |
| Togo                                                   | 5,16  |
| Israel                                                 | 5,05  |
| Tanzània                                               | 5,02  |
| Senegal                                                | 5,00  |
| Costa Rica                                             | 4,97  |
| Kenya                                                  | 4,95  |
| Tonga                                                  | 4,95  |
| Paraguai                                               | 4,90  |
| Guatemala                                              | 4,89  |
| Uganda                                                 | 4,87  |
| Macau                                                  | 4,81  |
| Anguilla (Regne Unit)                                  | 4,72  |
| Saint Martin (França)                                  | 4,71  |
| Hondures                                               | 4,69  |
| Malawi                                                 | 4,51  |
| Algèria                                                | 4,33  |
| Bolívia                                                | 4,33  |
| Egipte                                                 | 4,32  |
| Illes Marshall                                         | 4,30  |
| Maldives                                               | 4,20  |
| Micronèsia                                             | 4,20  |
| Singapur                                               | 4,15  |
| Síria                                                  | 4,07  |
| Vanuatu                                                | 3,99  |
| Illes Salomó                                           | 3,95  |
| Belize                                                 | 3,89  |
| Iraq                                                   | 3,88  |
| Brunei                                                 | 3,85  |
| Illes Turks i Caicos (Regne Unit)                      | 3,52  |
| Jordània                                               | 3,47  |
| Líbia                                                  | 3,45  |
| Aràbia Saudita                                         | 3,45  |
| Palestina                                              | 3,40  |
| Oman                                                   | 3,21  |
| Palestina                                              | 2,88  |
| Bahrain                                                | 2,83  |
| Kuwait                                                 | 2,27  |
| Emirats Àrabs Units                                    | 1,62  |
| Qatar                                                  | 1,42  |